# 9 (álbum de Coda)
9 es el séptimo álbum de estudio de la banda mexicana de rock en español Coda y fue lanzado al mercado en el año de 2012 por Prodisc Music.

## Grabación
Este disco fue grabado en dos distintos estudios: Neo Arte y Xava Drago, ubicados en  México, D.F. y Los Cabos, Baja California Sur, respectivamente.  En el primero se grabaron todos los arreglos musicales del álbum, mientras que en el segundo se grabó el trabajo vocal, esto a petición del vocalista y líder del grupo, Salvador Aguilar. Al igual que en producciones anteriores, 9 numera temas en inglés: «Sublime» y «Danger».

## Presentación del disco
El 17 de mayo de 2012, la Fundación Código Ayuda realizó un evento para recaudar fondos para la misma , y entre otras bandas, fue invitado Coda.  La agrupación aprovechó el momento para anunciar el lanzamiento de 9 en agosto de 2013. En esta presentación mostraron el vídeo musical de «Encadenado», que sería el sencillo de este disco.

## Lista de canciones
Todos los temas fueron escritos por Salvador «Chava» Aguilar.

| N.º   | Título                                     | Duración |  |
| 1.    | «Escándalo»                                | 3:45     |  |
| 2.    | «Culpable»                                 | 3:16     |  |
| 3.    | «Encadenado»                               | 4:23     |  |
| 4.    | «Me dueles tanto»                          | 3:55     |  |
| 5.    | «Harto»                                    | 3:16     |  |
| 6.    | «Nunca»                                    | 4:48     |  |
| 7.    | «Vuelve»                                   | 4:13     |  |
| 8.    | «Con el viento en contra»                  | 4:03     |  |
| 9.    | «Peligro»                                  | 3:33     |  |
| 10.   | «Sublime»                                  | 3:52     |  |
| 11.   | «Nadie»                                    | 3:43     |  |
| 12.   | «Danger» (canción en inglés)               | 3:55     |  |
| 13.   | «Sublime» (versión en inglés de «Sublime») | 3:52     |  |
| 50:34 |                                            |          |  |

## Créditos
- Salvador «Chava» Aguilar — voz principal y coros.
- Enrique Cuevas — guitarra.
- César Martínez — bajo.
- Adán Ramos — batería.
- Adrián López — teclados.